# The Straits Times
The Straits Times est un quotidien de Singapour. En 2008, il a un lectorat estimé à 1,23 million. Il a été fondé le 15 juillet 1845 et peut être considéré comme le successeur de divers autres journaux de l'époque tel le Singapore Chronicle. Son fondateur était un Arménien, Moïse Catchick. Après l'indépendance de Singapour de la Malaisie en 1965, le journal est devenu plus axé sur l'île, conduisant à la création du New Straits Times pour les lecteurs de la Malaisie.